# Pseudoxomysis incisa
Pseudoxomysis incisa is een aasgarnalensoort uit de familie van de Mysidae. De wetenschappelijke naam van de soort is voor het eerst geldig gepubliceerd in 2001 door Murano.